# 阳光城集团
陽光城集團股份有限公司，簡稱陽光城集團股份，以及陽光城集團（英語：Yango Group Co.,Ltd.，深交所除牌前：000671，简称：ST阳光城），是在1991年，當時福建省經濟體制改革委員會，於總部福州成立前身「福建省石獅新發股份有限公司」，現時主要經營房地產行業，而當時業務是酒店服務、輕紡、商場和貿易，陽光龍淨集團有限公司旗下子公司。

## 历史[2]
在1991年，由福建省經濟體制改革委員會設立前身「福建省石獅新發股份有限公司」，初期曾經經營酒店服務、輕紡、商場和貿易。
1996年12月18日，於深圳證券交易所上市。
2002年，福建陽光投資有限公司，以2636萬元人民幣收購，從當時第一大股東新湖集團公司該股權。
2004年2月17日,公司名称由「福建省石狮新发股份有限公司」变更为「福建阳光实业发展股份有限公司」。
2009年5月25日,公司名称由「福建阳光实业发展股份有限公司」变更为「阳光城集团股份有限公司」;英文名称由「Fujian Sunshine Indurtrial Development Co.,Ltd.」变更为「Sunshine City Group Co.,Ltd.」。
2021年11月1日，陽光城在第3季虧損，旗下多隻債券尋求展期，包括三隻美元債提出交換要約，以及對五隻美元債的契約修訂進行同意徵求。引致多家全球交易所上市債券下跌。
2023年5月5日，陽光城股票简称从“阳光城”变更为“ST阳光城”，起因是立信中联会计师事务所对阳光城出具了否定意见的内部控制审计报告。5月19日，阳光城股价跌至每股0.78元人民币，此前已连续11个交易日跌停。
2023年6月9日，阳光城公告称，因股票收盘价已连续20个交易日均低于1元，公司股票自6月12日起停牌，8月5日被终止上市。